# Fundacja Katarynka
Fundacja Katarynka – fundacja, która powstała w 2010 roku, mająca siedzibę we Wrocławiu.

## Historia
Fundacja działa na rzecz dostępu do kultury i sztuki osobom niewidomym, słabowidzącym i niesłyszącym, poprzez tworzenie audiodeskrypcji oraz szerzenie jej idei. Fundacja jest twórcą pierwszego w Europie portalu z filmami dostosowanego do osób niewidomych i niesłyszących, www.adapter.pl i bierze czynny udział w audiodeskrypcji wydarzeń sportowych i popkulturowych, oraz organizacji szkoleń dla dzieci niewidomych i słabosłyszących.